# Spirit River (vattendrag)
Spirit River är ett vattendrag i Kanada.   Det ligger i provinsen Alberta, i den centrala delen av landet, 3 200 km väster om huvudstaden Ottawa.
Trakten runt Spirit River består till största delen av jordbruksmark. Trakten runt Spirit River är nära nog obefolkad, med mindre än två invånare per kvadratkilometer.